# Граница (крепост)
Вижте пояснителната страница за други значения на Граница.
Граница е средновековна крепост, останки от която са запазени в местността „Градището“, на естествено защитено място, на около 4 km югозападно от едноименното село Граница, община Кюстендил.
Местоположението ѝ показва, че крепостта е контролирала пътя Велбъжд – Щип и е част от отбранителния пръстен на града. Градена е от камъни, споени с бял хоросан. Формата ѝ е неопределена. Установява се наличието на кръгли кули. Крепостта се отнася към времето на Втората българска държава.
Близо до крепостта се намира и граничкият манастир „Свети Лука“, построен върху по-ранни основи. В градината на манастира са открити две колективни находки: няколкостотин сребърни венециански монети от XIV век и билонови монети на византийските императори Алексий I Комнин (1081 – 1118), Мануил I Комнин (1143 – 1180), Андроник I Комнин (1183 – 1185) и Исак II Ангел (1185 – 1195).